# Blagodišeči teloh
Blagodišeči teloh (znanstveno ime Helleborus odorus) je v Sloveniji razširjena vrsta teloha in ga lahko najdemo na obronkih gozda od februarja do aprila. 
Cvet je zelene barve in ima v premeru 4–7 cm. Cvetni listi so široki in se prekrivajo. Po obliki je zelo podoben črnemu telohu. Steblo je razvejeno in ima deljene stebelne liste.